# Jeno Paulucci
Jeno F. Paulucci (Aurora (Minnesota), 5 luglio 1918 – Duluth (Minnesota), 24 novembre 2011) è stato un imprenditore statunitense.
Paulucci ha creato più di settanta aziende. Tra le più conosciute, la sua società di cibo congelato, Bellisio Foods, e quelle di prodotti alimentari, come Pizza Rolls e la linea Chun Re di cibo cinese. E stato anche coinvolto in opere di beneficenza, nell'editoria, ed ha tenuto diverse conferenze.

## Biografia
Un "ambulante da Iron Range" (come si è autodefinito), Paulucci è nato nella città mineraria di Aurora, Minnesota. I genitori di Paulucci, Ettore Paolucci (cognome originario, poi americanizzato in Paulucci per ragioni di pronuncia) e Michelina Buratti, nativi di Bellisio Solfare, frazione di Pergola (Marche) si erano da poco trasferiti dall'Italia. Suo padre era minatore in una delle miniere di zolfo della regione. Ha iniziato la sua lunga carriera nel settore degli alimentari mentre lavorava per il piccolo negozio della sua famiglia durante la Grande Depressione. 

## Carriera
Negli anni quaranta, ha sviluppato la linea di prodotti alimentari cinesi in scatola Chun Re. Nel 1962, Chun Re arrivò a 30.000.000 $ di fatturato annuo rappresentando quasi la metà di tutte le vendite negli Stati Uniti di cibo cinese precotto. Chun Re è stata venduta a RJ Reynolds, multinazionale del tabacco, nel 1966 per 6.300.0000 $. Nel 1985, Paulucci ha venduto il marchio Jeno's Pizza Rolls alla Società Pillsbury per 135.000.000 $. Nei primi anni ‘90, Paulucci è tornato nel nord-est del Minnesota per il lancio di Luigino, Inc., una società di alimenti surgelati, specializzata in cucina italiana, come la pasta commercializzata con il marchio Michelina, chiamato così dal nome della madre
Nel 1979 lancia la sua rivista per gli italoamericani Attenzione. Nel gennaio 1981, il New York Times ha riferito che la rivista di Paulucci "era sopravvissuto a 19 problemi in una zona dove gli altri non potevano farlo con 6".  Leda Sanford, redattore capo della rivista ed editore, ha detto che "la pazienza e un sacco di soldi ", avevano fatto il successo di Attenzione, riferendo che Paulucci aveva investito 6.000.000 $ nella pubblicazione. Paulucci ha poi venduto Attenzione a Adam Publications nel gennaio del 1982.
Descrivendo se stesso come un "incurabile imprenditore", Paulucci ha usato diverse strategie innovative per la creazione di piccole imprese. È stato anche uno dei primi a lanciare marchi nazionali di pizze surgelate sfruttando la crescente richiesta del mercato. Paulucci ha detto una volta a un giornalista, "Dovunque c'è un forno a microonde, credo che dovremmo avere il nostro prodotto." A differenza di molti imprenditori, politicamente Paulucci era ardentemente a favore del ruolo dei sindacati e credeva che il salario minimo degli Stati Uniti dovesse essere aumentato.
Nel 1980, Paulucci ha progettato e sviluppato il centro di Heathrow, in Florida, dove possedeva numerose proprietà terriere a Seminole County, ed è stato un filantropo molto attivo nella comunità.

## Vita privata
Paulucci è stato sposato con Lois Mae Trepanier dal 1947. Hanno avuto tre figli. È morto a 93 anni, il 24 novembre 2011, quattro giorni dopo la scomparsa della moglie, avvenuta a 89 anni il 20 novembre 2011.

## Beneficenza e filantropia
Paulucci è stato coinvolto in numerose cause benefiche. Nel 1970 ha dato vita alla Fondazione Nazionale Italiana-Americana ed è stato emissario presidenziale per l'Italia. Il Paulucci Space Theatre, un planetario a Hibbing, Minnesota, è stato così chiamato in onore di Paulucci.

## Polemiche
La lunga carriera di Paulucci non è stata senza polemiche. Nel 1982, trasferì 1200 posti di lavoro dallo stabilimento a Duluth, Minnesota a Jackson, Ohio. L'Ohio aveva offerto a Paulucci finanziamenti pubblici a basso interesse. Molti hanno accusato Paulucci di violare il suo impegno per il nord-est del Minnesota in un periodo di difficoltà economiche. In risposta a queste critiche, Paulucci ha detto: "Sono un uomo d'affari, non ho intenzione di dire:oh accidenti, io sono un bravo ragazzo." Paulucci e sua figlia hanno iniziato una battaglia legale nel 2006 sulla tutela del fondo fiduciario di quest'ultima. Dopo la sua morte, una battaglia legale significativa è scoppiata sulla sua tenuta del valore di $ 100 milioni. Un accordo finale è stato raggiunto solo nel 2019.